# استارمر، اسکس
استارمر (به انگلیسی: Sturmer) یک روستا و محله مدنی در بریتانیا است که در برینتری واقع شده‌است. استارمر ۴۹۲ نفر جمعیت دارد.